# کلی‌سفلی (مشگین‌شهر)
کلی‌سفلی روستایی است که در استان اردبیل، شهرستان مشگین‌شهر، بخش ارشق، دهستان ارشق شمالی قرار دارد.

## جمعیت
بر اساس سرشماری سال ۱۳۸۵ جمعیت این روستا ۲۷۵ نفر با ۵۵ خانوار بوده‌است. این روستا آب و هوای بسیار خوب و معتدل دارد. بسیاری از اهالی آن به شهرستانهای همجوار و یا به تهران مهاجرت کرده اند.